# Hydraecia amurensis
Hydraecia amurensis là một loài bướm đêm trong họ Noctuidae.